# Сахюрта (Забайкальский край)
Сахю́рта (бур. Сахюурта - [место имеющее] «кремнистый камень») — село в Агинском районе Агинского Бурятского округа Забайкальского края России. Административный центр и единственный населённый пункт сельского поселения «Сахюрта». Основано в 1931 году.

## География
Село находится в западной части района, к югу реки Хойто-Ага (3 км) и западу от солёного озера Цаган-Нур (3 км), на расстоянии 26 км к юго-западу от посёлка городского типа Агинское, административного центра района.
Климат
Климат характеризуется как резко континентальный засушливый. Абсолютный минимум температуры воздуха самого холодного месяца (января) составляет −56 °C; абсолютный максимум самого тёплого месяца (июля) — 38 °C. Среднегодовое количество атмосферных осадков составляет 250—380 мм.
Часовой пояс
Село Сахюрта находится в часовой зоне МСК+6. Смещение применяемого времени относительно UTC составляет +9:00.

## Население
| 1989 | 2002 | 2010  | 2012 | 2013 | 2014 | 2015 |
| ---- | ---- | ----- | ---- | ---- | ---- | ---- |
| 1066 | ↘863 | ↗1005 | ↘982 | ↘973 | ↘956 | ↘937 |
| 2016 | 2017 | 2018  | 2019 | 2020 | 2021 |      |
| ↘935 | ↘932 | ↘910  | ↘875 | ↘855 | ↘573 |      |

Национальный состав
Согласно результатам переписи 2002 года, в национальной структуре населения буряты составляли 92 %.

## Улицы
| - пер. Береговой, - пер. Восточный, - ул. Дэлюнская, - ул. Забайкальская, - пер. Западный, - ул. Комсомольская, - пер. Лагерный, | - ул. Ленина, - ул. Луговая, - ул. Мира, - ул. Нагорная, - ул. Октябрьская, - ул. Пионерская, - ул. Подгорная, | - ул. Северная, - ул. Советская, - пер. Стадионный, - пер. Степной, - ул. Школьная, - ул. Юбилейная, - пер. Южный. |

## Инфраструктура
В селе функционируют средняя общеобразовательная школа, интернат, детский сад, дом культуры, врачебная амбулатория.